# 沃爾特·特維斯
沃爾特·特維斯（英語：Walter Tevis，1928年2月28日—1984年8月9日）是一名美国小说家，他的三篇小说《江湖浪子》、《金錢本色》和《掉到地球上的人》被改编为电影，还有一部小说《后翼棄兵》被改编为迷你剧《后翼棄兵》并于2020年在网飞上播出。
特維斯於1984年8月9日因肺癌去世，享年56歲。

## 作品
- 《江湖浪子》（1959）
- 《掉到地球上的人（英语：The Man Who Fell to Earth (novel)）》（1963）
- 《Mockingbird（英语：Mockingbird (Tevis novel)）》（1980）
- 《The Steps of the Sun（英语：The Steps of the Sun）》（1983）
- 《后翼棄兵（英语：The Queen’s Gambit (novel)）》（1983）
- 《金錢本色》（1984）